# Johnny Hates Jazz
Johnny Hates Jazz ist eine britische Pop-Band, die zwischen Frühjahr 1987 und Herbst 1991 einige Erfolge hatte, darunter den Welthit Shattered Dreams.

## Geschichte
Johnny Hates Jazz wurde 1985 von Clark Datchler, Calvin Hayes und Mike Nocito gegründet. Die Gruppe benannte sich nach einem gemeinsamen Freund, der Jazz hasste. In ihrem gesamten Auftreten und musikalischen Stil – ordentliche Frisuren, Anzug und Krawatte sowie den sanften, glatten Popsongs – erinnert die Band an Spandau Ballet. Man kann sie auch als etwas verspätete Vertreter der New Romantic bezeichnen.
Nach ihrer ersten, im Frühjahr 1986 veröffentlichten Single Me and My Foolish Heart, die bei RAK Records erschien, hatte die Gruppe Ende des Jahres einen Auftritt, der ironischerweise in einem Jazzclub stattfand. Dabei wurden sie von Virgin Records entdeckt und bekamen den erhofften Vertrag bei einem Major Label. Gleich durch die erste Single-Veröffentlichung unter neuem Label, Shattered Dreams, im Frühjahr 1987 wurde das Trio zu Superstars. Die darauf folgenden Single-Auskopplungen ihres Anfang 1988 erschienenen Albums Turn Back the Clock waren allerdings nur noch in Europa, besonders in Großbritannien, erfolgreich. Auf der gleichnamigen Single singt Kim Wilde die Backing Vocals, da sie zu dieser Zeit mit Calvin Hayes liiert war.
Trotz des großen Erfolges verließ Clark Datchler die Band bereits im Sommer 1988, da er über die Art und Weise, wie die anderen beiden Bandmitglieder seine Kompositionen interpretierten, verstimmt war. 1989 wurde er für das Album Tall Stories (1991) durch Phil Thornalley ersetzt. Obwohl von gleicher musikalischer Qualität wie Turn Back the Clock, floppte das Album, die Gruppe ging ab Mitte 1993 getrennte Wege. Datchler nahm 1990 noch ein Soloalbum namens Raindance auf.
Hayes und Nocito reaktivierten Ende 2007 Johnny Hates Jazz mit einem neuen Sänger (Danny Saxon) für vier Live-Konzerte bei der Here and Now Tour, einer Konzertreihe mit Künstlern, die in den 1980er Jahren berühmt waren.
Im Herbst 2009 gab Clark Datchler auf seiner Website bekannt, er werde sich Johnny Hates Jazz wieder anschließen und arbeite gemeinsam mit Mike Nocito an einem neuen Album. Calvin Hayes verließ Ende 2010 die Band und schrieb unter anderem ein Buch über seinen 2003 verstorbenen Vater, den Musikproduzenten und -verleger Mickie Most, der in den 1980er Jahren auch als Produzent für Johnny Hates Jazz tätig war. Im Oktober 2010 spielten Johnny Hates Jazz (noch mit Calvin Hayes) in Singapur bei einem Open-Air-Konzert.
Am 6. Mai 2013 erschien das Album Magnetized. Darauf folgte am 14. August 2020 das Album Wide Awake.

## Diskografie

### Alben
| Jahr | Titel               | Höchstplatzierung, Gesamtwochen, AuszeichnungChartplatzierungen (Jahr, Titel, Platzierungen, Wochen, Auszeichnungen, Anmerkungen) | Höchstplatzierung, Gesamtwochen, AuszeichnungChartplatzierungen (Jahr, Titel, Platzierungen, Wochen, Auszeichnungen, Anmerkungen) | Höchstplatzierung, Gesamtwochen, AuszeichnungChartplatzierungen (Jahr, Titel, Platzierungen, Wochen, Auszeichnungen, Anmerkungen) | Höchstplatzierung, Gesamtwochen, AuszeichnungChartplatzierungen (Jahr, Titel, Platzierungen, Wochen, Auszeichnungen, Anmerkungen) | Höchstplatzierung, Gesamtwochen, AuszeichnungChartplatzierungen (Jahr, Titel, Platzierungen, Wochen, Auszeichnungen, Anmerkungen) | Anmerkungen                       |
| Jahr | Titel               | DE | AT | CH | UK | US | Anmerkungen                       |
| ---- | ------------------- | --- | --- | --- | --- | --- | --------------------------------- |
| 1988 | Turn Back the Clock | DE5 (25 Wo.)DE | AT20 (8 Wo.)AT | CH4 (13 Wo.)CH | UK1 ×2Doppelplatin · (39 Wo.)UK                                                                                                   | US56 (25 Wo.)US | Erstveröffentlichung: Januar 1988 |

Weitere Studioalben
- 1991: Tall Stories
- 2013: Magnetized
- 2020: Wide Awake

### Kompilationen
- 1993: The Very Best of Johnny Hates Jazz

### Singles
| Jahr | Titel Album                                   | Höchstplatzierung, Gesamtwochen, AuszeichnungChartplatzierungen (Jahr, Titel, Album, Platzierungen, Wochen, Auszeichnungen, Anmerkungen) | Höchstplatzierung, Gesamtwochen, AuszeichnungChartplatzierungen (Jahr, Titel, Album, Platzierungen, Wochen, Auszeichnungen, Anmerkungen) | Höchstplatzierung, Gesamtwochen, AuszeichnungChartplatzierungen (Jahr, Titel, Album, Platzierungen, Wochen, Auszeichnungen, Anmerkungen) | Höchstplatzierung, Gesamtwochen, AuszeichnungChartplatzierungen (Jahr, Titel, Album, Platzierungen, Wochen, Auszeichnungen, Anmerkungen) | Höchstplatzierung, Gesamtwochen, AuszeichnungChartplatzierungen (Jahr, Titel, Album, Platzierungen, Wochen, Auszeichnungen, Anmerkungen) | Anmerkungen                         |
| Jahr | Titel Album                                   | DE | AT | CH | UK | US | Anmerkungen                         |
| ---- | --------------------------------------------- | --- | --- | --- | --- | --- | ----------------------------------- |
| 1987 | Shattered Dreams Turn Back the Clock          | DE7 (15 Wo.)DE | AT25 (2 Wo.)AT | CH5 (10 Wo.)CH | UK5 (14 Wo.)UK | US2 (19 Wo.)US | Erstveröffentlichung: März 1987     |
| 1987 | I Don't Want to Be a Hero Turn Back the Clock | DE17 (13 Wo.)DE | AT22 (4 Wo.)AT | CH12 (12 Wo.)CH | UK11 (10 Wo.)UK | US31 (12 Wo.)US | Erstveröffentlichung: August 1987   |
| 1987 | Turn Back the Clock                           | DE19 (17 Wo.)DE | — | — | UK12 (11 Wo.)UK | — | Erstveröffentlichung: November 1987 |
| 1988 | Heart of Gold Turn Back the Clock             | DE55 (6 Wo.)DE | — | — | UK19 (7 Wo.)UK | — | Erstveröffentlichung: Februar 1988  |
| 1988 | Don't Say It's Love Turn Back the Clock       | — | — | — | UK48 (3 Wo.)UK | — | Erstveröffentlichung: Juni 1988     |
| 1991 | The Last to Know Tall Stories                 | DE57 (10 Wo.)DE | — | — | — | — | Erstveröffentlichung: Oktober 1991  |

Weitere Singles
- 1986: Me and My Foolish Heart
- 1989: Turn the Tide
- 1991: Let Me Change Your Mind Tonight
- 2013: Man with No Name
- 2013: Magnetized
- 2014: Lighthouse (mp3-Single)
- 2020: Spirit Of Love (mp3-Single)

## Auszeichnungen für Musikverkäufe
| Goldene Schallplatte - Hongkong - 1988: für das Album Turn Back the Clock | Platin-Schallplatte - Neuseeland - 1988: für das Album Turn Back the Clock |

Anmerkung: Auszeichnungen in Ländern aus den Charttabellen bzw. Chartboxen sind in ebendiesen zu finden.
| Land/RegionAuszeichnungen für Musikverkäufe (Land/Region, Auszeichnungen, Verkäufe, Quellen) | Gold  | Platin     | Verkäufe | Quellen                   |
| -------------------------------------------------------------------------------------------- | ----- | ---------- | -------- | ------------------------- |
| Hongkong (IFPI/HKRIA)                                                                        | Gold1 | —          | 10.000   | ifpihk.org                |
| Neuseeland (RMNZ)                                                                            | —     | Platin1    | 20.000   | aotearoamusiccharts.co.nz |
| Vereinigtes Königreich (BPI)                                                                 | —     | 2× Platin2 | 600.000  | bpi.co.uk                 |
| Insgesamt                                                                                    | Gold1 | 3× Platin3 |          |                           |